# Głos Turcji
Głos Turcji (tur. Türkiye'nin Sesi Radyosu) – międzynarodowa turecka stacja radiowa o zasięgu międzynarodowym, nadająca na falach krótkich, przez satelitę Turksat 3A oraz za pośrednictwem Internetu. 

## Historia
Radio rozpoczęło nadawanie programu 8 stycznia 1937 w Ankarze. Głównym celem było początkowo rozwiązanie problemu spornej prowincji Hatay. Program był adresowany do jej mieszkańców i nadawany w języku arabskim - zgodnie z sugestią premiera İsmet İnönü. Celem było propagowanie tureckiego punktu widzenia. Nadawanie poza granice Turcji rozpoczęło się [28 października 1938.

## Zasięg
Głos Turcji nadaje codziennie 58 godzin programów w języku tureckim oraz w 26 innych językach:
| albański amharski angielski arabski azerski bośniacki | bułgarski chiński chorwacki francuski grecki gruziński | kazachski kirgiski koreański turecki macedoński perski | rumuński rosyjski serbski tatarski turkmeński urdu | uzbecki węgierski włoski |